# ゴチャ・まぜっ!月曜日
ゴチャ・まぜっ!月曜日（ごちゃまぜげつようび）は、毎日放送ラジオ（MBSラジオ）で放送されていたラジオ番組。
本項では2009年から2011年にかけて土曜・日曜深夜に放送された『ゴチャ・まぜっ!』についても記載する。2006年10月から2009年1月まで放送されていたミニコーナーの出演者及び内容ついては、ゴチャ・まぜっ!のミニコーナーを参照のこと。

## 概要
本項目を含めすべての放送開始・終了日などはあくまで暦日で表記しているため、注意のこと。
2005年秋に帯番組としてスタートしたラジオ番組『ゴチャ・まぜっ!』の月曜日である『ゴチャ・まぜっ!月曜日』として、2005年10月4日に番組スタート。
出演者には2005年9月まで同局で放送されていた『YOUNG PARK.30』の出演者である城島茂や、『オレたちやってま〜す』に出演していたL'Arc〜en〜CielのTETSUYA、野中藍などが起用された。
2009年春の番組改編で『ゴチャ・まぜっ!』が帯番組から土曜深夜の時間帯に集中して放送されるスタイルに変更されるに伴い、『ゴチャ・まぜっ!月曜日』も3月31日をもって終了。出演者のうち城島、TETSUYA、ハリセンボンの4人は、2009年4月11日スタートの『ゴチャ・まぜっ! 』に引き続き出演することとなり、番組内容も引き継がれた。
2010年4月10日の放送からは、放送時間が20分短縮され30分番組として放送。2010年10月10日の放送からは、放送曜日が毎週日曜日に変更された。
2011年10月25日の放送より、放送曜日が毎週火曜日（月曜深夜）に変更され、2年半振りに『ゴチャ・まぜっ!月曜日』となり、放送時間も60分に拡大された。
2014年3月25日の放送にて、『ゴチャ・まぜっ!』のすべての曜日が今週で最終回になると発表され、当番組もその日の放送をもって最終回となった。4月以降、城島茂およびTETSUYAは『アッパレやってまーす!』に、南沢奈央は『オレたちゴチャ・まぜっ!』に引き続き出演する。

## 放送時間
ゴチャ・まぜっ!月曜日
- 2011年10月25日 - 2014年3月25日:火曜日0時00分 - 2時00分（月曜深夜）

ゴチャ・まぜっ!
- 2010年10月10日 - 2011年10月23日:日曜日23時30分 - 0時00分
- 2010年4月11日 - 2010年10月3日:日曜日0時00分 - 0時30分（土曜深夜）
- 2009年4月11日 - 2010年4月3日:土曜日23時30分 - 0時20分

ゴチャ・まぜっ!月曜日
- 2006年4月4日 - 2009年3月31日:火曜日0時00分 - 1時00分（月曜深夜）
- 2005年10月4日 - 2006年3月28日:火曜日1時00分 - 2時00分

## 出演者

### 最終回時の出演者
- 城島茂（TOKIO）
- TETSUYA（L'Arc〜en〜Ciel）
- 南沢奈央
- ボビー・オロゴン
- おかもとまり

### ゴチャ・まぜっ!月曜日 (2005年から2009年まで)
| 放送期間      | 放送期間      | 出演者         | 出演者                  | 出演者   | 出演者                              | 出演者                              | 出演者     |
| ------------- | ------------- | -------------- | ----------------------- | -------- | ----------------------------------- | ----------------------------------- | ---------- |
| 2005年10月4日 | 2006年4月4日  | 城島茂 (TOKIO) | tetsu (L'Arc〜en〜Ciel) | 小林恵美 | 野中藍                              |                                     |            |
| 2006年4月11日 | 2006年10月3日 | 城島茂 (TOKIO) | tetsu (L'Arc〜en〜Ciel) | 佐藤仁美 | 玉置成実                            |                                     |            |
| 2006年10月8日 | 2007年1月9日  | 城島茂 (TOKIO) | tetsu (L'Arc〜en〜Ciel) | 佐藤仁美 | 大久保麻梨子                        |                                     |            |
| 2007年1月16日 | 2007年10月2日 | 城島茂 (TOKIO) | tetsu (L'Arc〜en〜Ciel) | 佐藤仁美 | 大久保麻梨子                        | 矢吹春奈                            | 矢吹春奈   |
| 2007年10月9日 | 2008年4月1日  | 城島茂 (TOKIO) | tetsu (L'Arc〜en〜Ciel) | 佐藤仁美 | 宮川大輔                            | 清水由紀                            | 堀田ゆい夏 |
| 2008年4月8日  | 2009年3月31日 | 城島茂 (TOKIO) | tetsu (L'Arc〜en〜Ciel) | 佐藤仁美 | ハリセンボン (箕輪はるか・近藤春菜) | ハリセンボン (箕輪はるか・近藤春菜) | 堀江由衣   |

### ゴチャ・まぜっ
| 放送期間       | 放送期間       | 出演者         | 出演者                    | 出演者     | 出演者                              | 出演者                              |
| -------------- | -------------- | -------------- | ------------------------- | ---------- | ----------------------------------- | ----------------------------------- |
| 2009年4月10日  | 2009年10月30日 | 城島茂 (TOKIO) | TETSUYA (L'Arc〜en〜Ciel) | 西川史子   | ハリセンボン (箕輪はるか・近藤春菜) | ハリセンボン (箕輪はるか・近藤春菜) |
| 2009年11月7日  | 2010年4月25日  | 城島茂 (TOKIO) | TETSUYA (L'Arc〜en〜Ciel) | 宮野真守   | 眞鍋かをり                          | フィフィ                            |
| 2010年5月2日   | 2010年11月14日 | 城島茂 (TOKIO) | TETSUYA (L'Arc〜en〜Ciel) | 甲斐まり恵 | トリンドル玲奈                      |                                     |
| 2010年11月21日 | 2010年12月26日 | 城島茂 (TOKIO) | TETSUYA (L'Arc〜en〜Ciel) | 甲斐まり恵 | トリンドル玲奈                      | 西田麻衣                            |
| 2011年1月2日   | 2011年7月10日  | 城島茂 (TOKIO) | TETSUYA (L'Arc〜en〜Ciel) | 甲斐まり恵 |                                     | 西田麻衣                            |
| 2011年7月17日  | 2011年10月24日 | 城島茂 (TOKIO) | TETSUYA (L'Arc〜en〜Ciel) | 甲斐まり恵 | 南沢奈央                            | 南沢奈央                            |

### ゴチャ・まぜっ!月曜日 (2011年から2014年まで)
| 放送期間       | 放送期間      | 出演者         | 出演者                    | 出演者   | 出演者           | 出演者       |
| -------------- | ------------- | -------------- | ------------------------- | -------- | ---------------- | ------------ |
| 2011年10月25日 | 2013年4月9日  | 城島茂 (TOKIO) | TETSUYA (L'Arc〜en〜Ciel) | 南沢奈央 | ボビー・オロゴン |              |
| 2013年4月16日  | 2014年3月25日 | 城島茂 (TOKIO) | TETSUYA (L'Arc〜en〜Ciel) | 南沢奈央 | ボビー・オロゴン | おかもとまり |

## コーナー
お便り・トーク
リスナーからの投稿やメールを元にフリートークする内容になっていた。
2013年4月以降は不定期で南沢奈央、おかもとまり、2人による「女子会トーク」のコーナが行われる時があった。

### 過去のコーナー（ゴチャ・まぜっ! 月曜日）
お便り
普通の投稿を紹介するコーナー。
答えてガッテン
堀江が司会のクイズコーナー。常識問題を出題して、正解の場合や不正解の場合の堀江の声を流す。ハリセンボンには厳しいがtetsuにはやさしい。また、全員正解するとご褒美がある。2008年12月からは司会兼出題者はサイコロの出目で決定される。このため正解不正解の判定はブザーで行われる。全員正解のご褒美は継続。2009年1月から秘密の花園リタンーズと毎週交互に行われる。
秘密の花園リタンーズ
佐藤仁美、堀江由衣、ハリセンボンがまったりと語り合うトークコーナー。答えてガッテンと毎週交互に行われる。
ゴチャ月ベスト3
リスナーからの質問をパーソナリティがベスト3形式で答える。
城島ディレクターのオファーのコーナー
いわゆるゲームコーナー。個人戦・男性VS女性・3人VS城島Dのいずれかで行われ、負けたり失敗すると罰ゲームが執行される。ゲストが来て城島以外のパーソナリティがインタビューするときもある。
茂ちゃんの今日のダジャレ
リスナーから送られてきたダジャレを城島が紹介する。
S仁美嬢のありがた?いお言葉
リスナーからの悩みについてフリートークを行い、最後に佐藤仁美が（コーナー最後には城島にも）言葉を言う（最近、最初に"ド"が入るようになった）。
男の部屋
城島茂、tetsuの2人が本音でまったりと語り合うトークコーナー。
お休みテッちゃんオファーのコーナー
tetsuが欠席中の「男の部屋」に代わるコーナー。最初にtetsuに対するお便りが紹介されその後、上記の「城島ディレクターのオファーのコーナー」とほぼ同じ事が行われた。
秘密の花園
佐藤仁美、大久保麻梨子、矢吹春奈がまったりと語り合うトークコーナー。
宮川大輔のちょっとやってみよ～う！
思わずちょっとやってみたくなるような盛り上がるネタを紹介するコーナー。
男の部屋・2nd
城島茂、tetsu、宮川大輔の3人が本音でまったりと語り合うトークコーナー。
新・秘密の花園
佐藤仁美、清水由紀、堀田ゆい夏がまったりと語り合うトークコーナー。
月曜ドラマシアター
あるテーマに沿ってドラマ（最後の部分はアドリブ）を行い、それについてトークをする。以前は恋愛のテーマだけで演技をしていた。
はるかの小部屋
箕輪はるかと週代わりで他のレギュラーパーソナリティーが1対1でトークしていく。

## 話題
- 公式サイトではトップページに出演タレントの顔写真が掲載されているが、ジャニーズ事務所所属の城島のみ掲載されておらず、人型のシルエットに「城島 茂（TOKIO）」と記載する形式をとっていた[27]。また、スタジオ写真館においても、城島の写真は掲載されたことはない。
- 2006年8月29日、9月5日放送分は、城島と玉置が浴衣を着て、屋形船から放送された。
- 2007年6月19日放送分は、カラオケボックスから放送された。
- 2011年3月13日と20日は、東北地方太平洋沖地震の影響で特別編成となり放送が休止された。27日放送回では地震発生後に収録した内容を放送。

## スタッフ
- プロデューサー：神津梓
- 放送作家 ：鹿児島俊光